# タンヌリスの戦い
タンヌリスの戦い（タンヌリスのたたかい）は、将軍ベリサリウス率いる東ローマ帝国軍とクセルクセス王子率いるサーサーン朝軍が、528年夏、メソポタミア北部の町のダラにて衝突することで勃発した戦い。
両者はミンドウオスに砦を築こうとしたものの結果的には東ローマ側がサーサーン朝に敗北したとされる。ベリサリウスはなんとか軍を撤退させたものの、砦はみなサーサーン朝によって破壊された。また、サーサーン朝は勝利はしたものの自軍の損害も多く、当時のサーサーン朝のシャーハンシャーのカワード1世の怒りを買ったと伝わっている。

## 戦闘までの経過
ユスティヌス1世の没後、後を継いだ皇帝ユスティニアヌス1世はサーサーン朝との戦争継続を強く望み、彼は将軍ベリサリウスを帝国東方の軍団司令官に任命し、東ローマ帝国のメソポタミア近辺における権威をより強固なものにさせ、ダラ近郊に新たな砦を築かせサーサーン朝の帝国領への侵入を阻止するよう命じた。現在望みシリア北部に存在したとされる古代都市:タンヌリスは都市・軍営に向いた場所として見られていたものの、当時の砦は非常に脆く貧弱な砦であったとされ、ベリサリウスは早急に防御施設の強化に努めた。

## 戦闘
ちょうどその頃、クセルクセス王子率いる3万のサーサーン朝ペルシア軍は東ローマ領メソポタミアに侵攻しており、その脅威に気がついた他の東ローマ軍や近隣のアラブ人同盟国はベリサリウスの下に集結した。
東ローマの砦が順調に構築されていたことから、サーサーン朝側は急ぎ未完成の砦を攻めた。東ローマ軍は奮戦したもののサーサーン朝兵は城壁に大挙して接近し突破口をつくり出した。ベリサリウスは自身の騎兵部隊をもってサーサーン朝側に反撃を試みるも敗れてしまい、ダラに撤退するよう命じた。
戦闘は東ローマ側の大敗をもって終結した。ベリサリウスとその騎馬隊は撤退に成功したが、残る2人の指揮官は戦死し、3人の指揮官はサーサーン朝軍に捕縛された。ギリシア人の東ローマ軍指揮官のCoutzesの最期の詳細は不明である。また東ローマ帝国の属国のGhassanidsの王のJabalah IV ibn al-Harithはベリサリウスの配下としてサーサーン朝と戦い、戦闘中に落馬し、殺されたと伝わっている。

## 戦後
戦闘が終結した後、ベリサリウスが構築しかけた新しい砦の土台はサーサーン朝の手に落ちたが、結局破壊された。東ローマ軍はそのままダラに撤退したが、歩兵の中には水不足により撤退中に倒れた者も幾らかいた。
サーサーン朝が勝利したにもかかわらず、サーサーン朝の損害もひどく、一旦国境地帯から撤退した。とりわけ、ペルシア人精鋭騎兵で構成されている近衛部隊から500人もの死者を出したことで時のサーサーン朝のシャーハンシャーのカワード1世は激怒したと伝わる。結果として、戦勝したクセルクセス王子は戦後まもなくカワード1世により西方戦線における将軍から罷免された。
東ローマ帝国皇帝ユスティニアヌス1世はさらなる軍団を国境地帯の砦（アミダ・コンスタンティナ・エデッサ・スラ・ベロエア）に派遣するとともに、新たに将軍ポンペイウスに軍団を率いさせたが、その年の激冬により年内のさらなる軍事行動は中止せざるを得なかった。
ベリサリウスはのちに、タンヌリスの戦いなどでの敗北から非難されることとなるが、彼に対する全ての告発は調査により疑いが晴れることとなる。